# Villamanrique de Tajo
Villamanrique de Tajo è un comune spagnolo di 588 abitanti situato nella comunità autonoma di Madrid.